# Dotdash Meredith
Dotdash Meredith è un sito web di consigli ed informazioni originali. È disponibile esclusivamente in lingua inglese, ed è principalmente rivolto agli utenti nordamericani. È di proprietà del gruppo IAC.

## Storia
Conosciuto in precedenza come About.com, è suddiviso in varie sezioni relative a singoli argomenti, raggruppati in diversi canali tematici, che includono manutenzione della casa, pediatria, modellismo e meteo. I contenuti sono scritti da un gruppo di scrittori, che vengono chiamati collettivamente "Guide", esperti nella materia di cui scrivono. Ogni guida si occupa esclusivamente di un argomento, ed è l'unico autore della sezione che riguarda quell'argomento.
La guide sono ricompensate con uno stipendio base, più bonus per aver incrementato il traffico del sito. Secondo quanto scritto sul sito, molte delle guide hanno un guadagno medio di circa 100 000 dollari l'anno, benché l'esatto importo non è segnalato.